# 1910-es sakkvilágbajnokság (Lasker–Janowski)
 Ez a cikk a sakkjátszmák algebrai lejegyzését alkalmazza.
A második 1910-es sakkvilágbajnokság november–decemberi párosmérkőzése Emanuel Lasker és David Janowski között zajlott 1910. november 8. – december 8. között Berlinben. A mérkőzés Lasker 8–0 arányú győzelmével (3 döntetlen mellett) ért véget, amely számára  világbajnoki címének ötödszöri megvédését jelentette.

## Előzmények
Emanuel Lasker 1894-ben szerezte meg a világbajnoki címet, miután az addigi címvédő Wilhelm Steinitzet  10–5-re legyőzte. Címét az 1896/97-ben játszott visszavágón elért fölényes 10–2-es győzelmével védte meg.  Ezt követően évekre visszavonult a sakkozástól, hogy matematikai és filozófiai tudományos munkájának hódoljon. 1904-től kezdve több kihívója, többek között Frank Marshall, Siegbert Tarrasch és a magyar Maróczy Géza az általa támasztott – elsősorban anyagi – feltételeket nem tudta teljesíteni. 1907-ben került sor Frank Marshallal vívott világbajnoki mérkőzésére, amelyet fölényes 8–0 arányban megnyert, ezzel másodszor is megvédte címét. Harmadszori címvédésére 1908-ban került sor, amikor Siegbert Tarrasch ellen 8–3 arányban győzött. 1910-ben két alkalommal is sor került világbajnoki párosmérkőzésre: először január–februárban Carl Schlechter ellen mérkőzött, akivel 5–5 arányú döntetlent ért el, és a döntetlen a világbajnok számára a cím megvédését jelentette.
A mérkőzés kezdetén, 1910. novemberben is Lasker állt a világranglista élén, míg kihívója David Janowski, aki 1904-ben 5 hónapon keresztül vezette a ranglistát, ekkor már csak a 14. helyen állt.
David Janowski 1896. és 1907 között folyamatosan a világ 10 legjobb sakkozója közé tartozott. Ezután hanyatlás állt be a játékában, és csak 1917–18-ban sikerült még egyszer egy évig a 10 közé kerülnie. Legjobb helyezése az 1904. május és szeptember közötti időszakban elért 1. helyezése volt. A világbajnok Lasker ekkor csak a 3–4. helyet foglalta el, Maróczy Géza és Siegbert Tarrasch is megelőzte. Janowski a párosmérkőzés idején már túl volt élete legjobb formáján, Lasker viszont stabilan őrizte világelsőségét, és világbajnoki címét.
Az egymás elleni eredmények alapján a világbajnoki párosmérkőzés előtt játszott 22 játszmából (másokkal együtt játszott tanácskozási játszmákat nem tekintve) Lasker 14-et nyert, míg Janowski csak 4-et, 4 döntetlen mellett.
Janowski a Frank Marshall elleni párosmérkőzésen aratott 1899-es londoni győzelmét követően már kihívta Laskert, díjalapnak 400 fontot ajánlva fel, amit Lasker el is fogadott. Janowski azonban ragaszkodott a 10 győzelemig tartó mérkőzéshez, míg Lasker csak 8 győzelemig volt hajlandó játszani, ezért a tárgyalások megszakadtak.
A hivatalos világbajnoki párosmérkőzés előtt 1909-ben két alkalommal is megmérkőztek, amelyek közül az egyiket egyes források világbajnoki mérkőzésnek tekintenek, de ezt a korabeli források cáfolják. Az egyik, rövidebb mérkőzésen 2–2-es eredmény született, a másikon azonban Lasker fölényesen, 7–1 arányban nyert.

## A párosmérkőzés
A párosmérkőzés feltételeiről még 1909. novemberben megegyeztek. Eszerint az addig tart, amíg valamely fél a 8 győzelmet eléri, a döntetlenek nem számítanak. A gondolkodási idő 15 lépés óránként. Egy napon 4 és fél órát játszanak. A mérkőzésre 1910. októberben vagy novemberben kerül sor. A megállapodás 15. pontja kimondja: „A mérkőzés a világbajnoki címért folyik. Amennyiben Dr. E. Lasker a címét a Schlechter elleni mérkőzésen elveszti, akkor a jelen megállapodás semmisnek tekintendő.”
A mérkőzésre díjalapként 5000 francia frankot a sakkmecénás Leo Nardus ajánlotta fel. Az eredeti tervek szerint az első nyolc játszmát Berlinben, a Kerkau Palastban, a továbbiakat Párizsban játsszák. A 10. játszma után Lasker már 7–0 arányban vezetett, és a mérkőzés várható közeli vége miatt már nem utaztak át Párizsba. Lasker a következő 11. játszmát meg is nyerte, így ötödször is megvédte világbajnoki címét.

### Az eredménytábla
| Versenyző      | Ország                     | 1 | 2 | 3 | 4 | 5 | 6 | 7 | 8 | 9 | 10 | 11 | Nyert | Pont |
| -------------- | -------------------------- | - | - | - | - | - | - | - | - | - | -- | -- | ----- | ---- |
| Emanuel Lasker | Német Birodalom            | 1 | ½ | ½ | 1 | 1 | ½ | 1 | 1 | 1 | 1  | 1  | 8     | 9½   |
| David Janowski | Kongresszusi Lengyelország | 0 | ½ | ½ | 0 | 0 | ½ | 0 | 0 | 0 | 0  | 0  | 0     | 1½   |

### A mérkőzés játszmái
A mérkőzés 11 játszmája az előzmények ismertetésével.
1. játszma Lasker–Janowski 1–0 22 lépés
Elhárított vezércsel fél-Tarrasch védelem ECO D41
Az 1. játszma gyors Lasker győzelemmel ért véget a 22. lépésben, miután Janowski a 19. lépésben nagy hibát követett el, és tisztet vesztett.
2. játszma Janowski–Lasker ½–½ 45 lépés
Rubinstein megnyitás, Bogoljubov-védelem ECO D05
A 2. játszmában Janowski támadólag lépett fel, amely a 33. lépésben függőben maradt. A folytatásra másnap került sor, és a 45. lépésben döntetlennel ért véget.
3. játszma Lasker–Janowski ½–½ 101 lépés
Elhárított vezércsel ortodox védelem, Botvinnik-változat ECO D60
A maratoni 3. játszma négy alkalommal maradt függőben, Janowski pontos védekezéssel döntetlent ért el.
4. játszma Janowski– Lasker 0–1 31 lépés
Vezérgyalog játék, Colle-rendszer ECO D04
A világossal játszó Janowski kockázatos támadást indított a király ellen. Támadása azonban nem ütött át, és az elkerülhetetlen vezércserét látva, amely támadása végét jelentette, a 31. lépésben feladta a bástyahátrányos játszmát.
5. játszma Lasker – Janowski 1–0 29 lépés
|    | |    |    |    |    |    |    |
|    | \| \| \| \| \| \| \| \| \| \| \| \| \| \| \| \| \| \| \| \| \| \| \| \| \| \| \| \| \| \| \| \| \| \| \| \| \| \| \| \| \| \| \| \| \| \| \| \| \| \| \| \| \| \| \| \| \| \| \| \| \| \| \| \| \| \| \| \| \| \| \| \| |    |    |    |    |    |    |
|    | |    |    |    |    |    |    |
| a8 | b8 | c8 | d8 | e8 | f8 | g8 | h8 |
| a7 | b7 | c7 | d7 | e7 | f7 | g7 | h7 |
| a6 | b6 | c6 | d6 | e6 | f6 | g6 | h6 |
| a5 | b5 | c5 | d5 | e5 | f5 | g5 | h5 |
| a4 | b4 | c4 | d4 | e4 | f4 | g4 | h4 |
| a3 | b3 | c3 | d3 | e3 | f3 | g3 | h3 |
| a2 | b2 | c2 | d2 | e2 | f2 | g2 | h2 |
| a1 | b1 | c1 | d1 | e1 | f1 | g1 | h1 |

| a8 | b8 | c8 | d8 | e8 | f8 | g8 | h8 |
| a7 | b7 | c7 | d7 | e7 | f7 | g7 | h7 |
| a6 | b6 | c6 | d6 | e6 | f6 | g6 | h6 |
| a5 | b5 | c5 | d5 | e5 | f5 | g5 | h5 |
| a4 | b4 | c4 | d4 | e4 | f4 | g4 | h4 |
| a3 | b3 | c3 | d3 | e3 | f3 | g3 | h3 |
| a2 | b2 | c2 | d2 | e2 | f2 | g2 | h2 |
| a1 | b1 | c1 | d1 | e1 | f1 | g1 | h1 |

Tarrasch védelem, kéthuszáros változat ECO D32
Janowski ebben a játszmában is élesen támadta a középen rekedt világos királyt, a 18. lépésben még úgy tűnt, hogy Lasker ezúttal vesztesként fejezi be a küzdelmet. Ekkor egy váratlan sáncolással, majd egy minőségáldozattal magához ragadta a kezdeményezést, és matthálóba kergette a sötét királyt.
1.d4 d5 2.c4 e6 3.Hc3 c5 4.cxd5 exd5 5.Hf3 Fe6 6.e4 dxe4 7.Hxe4 Hc6 8.Fe3 cxd4 9.Hxd4 Va5+ 10.Hc3 O-O-O 11.a3 Hh6 12.b4 Ve5 13.Hcb5 Hf5 14.Bc1 Hxe3 15.fxe3 Vxe3+ 16.Fe2 Fe7 17.Bc3 Fh4+ 18.g3 Ve4 19.O-O Ff6 (diagram) 20.Bxf6 gxf6 21.Ff3 Ve5 22.Hxa7+ Kc7 23.Haxc6 bxc6 24.Bxc6+ Kb8 25.Bb6+ Kc8 26.Vc1+ Kd7 27.Hxe6 fxe6 28.Bb7+ Ke8 29.Fc6+ 1-0 29. – Kf8-ra 30. Vh6+ majd Vg7 matt.
6. játszma Janowski–Lasker ½–½ 67 lépés
Vezérgyalog játék szimmetrikus változat ECO D02
Ezúttal Janowskinak sikerült szívós játékkal kétszeri függőzés után a 67. lépésben döntetlenre mentenie hátrányosabb állását. Ez volt utolsó (fél) pont szerzése.
7. játszma Lasker–Janowski 1–0 46 lépés
Tarrasch védelem, kéthuszáros változat ECO D32
Lasker sajátos pozíciós játékával őrölte fel ellenfelét, megtalálva a sötét állás gyengeségeit, és ezzel jelentős anyagi előnyre tett szert. Janowski a 46. lépésben feladta a reménytelen végjátékot.
8. játszma Janowski–Lasker 0–1 87 lépés
Vezérgyalog játék, Colle-rendszer ECO D04
A 8. játszmában Janowski gyalogelőnyös állását rontotta el, majd vezérével örökös sakkot tarthatott volna, azonban a vezércsere után előálló huszárvégjáték már veszve volt számára.
9. játszma Lasker–Janowski 1–0 43 lépés
|    | |    |    |    |    |    |    |
|    | \| \| \| \| \| \| \| \| \| \| \| \| \| \| \| \| \| \| \| \| \| \| \| \| \| \| \| \| \| \| \| \| \| \| \| \| \| \| \| \| \| \| \| \| \| \| \| \| \| \| \| \| \| \| \| \| \| \| \| \| \| \| \| \| \| \| \| \| \| \| \| \| |    |    |    |    |    |    |
|    | |    |    |    |    |    |    |
| a8 | b8 | c8 | d8 | e8 | f8 | g8 | h8 |
| a7 | b7 | c7 | d7 | e7 | f7 | g7 | h7 |
| a6 | b6 | c6 | d6 | e6 | f6 | g6 | h6 |
| a5 | b5 | c5 | d5 | e5 | f5 | g5 | h5 |
| a4 | b4 | c4 | d4 | e4 | f4 | g4 | h4 |
| a3 | b3 | c3 | d3 | e3 | f3 | g3 | h3 |
| a2 | b2 | c2 | d2 | e2 | f2 | g2 | h2 |
| a1 | b1 | c1 | d1 | e1 | f1 | g1 | h1 |

| a8 | b8 | c8 | d8 | e8 | f8 | g8 | h8 |
| a7 | b7 | c7 | d7 | e7 | f7 | g7 | h7 |
| a6 | b6 | c6 | d6 | e6 | f6 | g6 | h6 |
| a5 | b5 | c5 | d5 | e5 | f5 | g5 | h5 |
| a4 | b4 | c4 | d4 | e4 | f4 | g4 | h4 |
| a3 | b3 | c3 | d3 | e3 | f3 | g3 | h3 |
| a2 | b2 | c2 | d2 | e2 | f2 | g2 | h2 |
| a1 | b1 | c1 | d1 | e1 | f1 | g1 | h1 |

Spanyol megnyitás Morphy-védelem ECO C78
Lasker először a mérkőzés folyamán e4-gyel nyitott. A középjátékban kihasználva a tábla szélén álló sötét bástya szorult helyzetét csapdába csalta sötét futóját, amellyel eldöntötte a játszma sorsát.
1.e4 e5 2.Hf3 Hc6 3.Fb5 a6 4.Fa4 Hf6 5.O-O b5 6.Fb3 d6 7.Be1 Ha5 8.d4 Hxb3 9.axb3 Hd7 10.b4 Fe7 11.b3 O-O 12.Fb2 Ff6 13.c4 Bb8 14.Vd2 Be8 15.Ha3 bxc4 16.bxc4 exd4 17.Hxd4 Fb7 18.f3 He5 19.Hf5 Fc8 20.He3 Fg5 21.Fxe5 Bxe5 22.Hac2 Ff4 23.Vf2 Bh5 24.g3 Fe5 25.Ba3 c6 26.f4 Ff6 27.Bd1 Fe7 28.c5 Vc7 29.cxd6 Fxd6 30.e5 Ff8 31.Bad3 Fh3 (diagram) 32.g4 Bh6 33.Hf5 Bh5 34.Hxg7 Fxg4 35.Hxh5 Fxh5 36.B1d2 h6 37.Bd7 Vb6 38.Vxb6 Bxb6 39.Bd8 c5 40.f5 cxb4 41.Bg2+ Kh7 42.Bxf8 b3 43.Bgg8 1-0
10. játszma Janowski–Lasker 0–1 52 lépés
Királygyalog játék Maróczy-védelem ECO A41
Janowski játékán érződött a mérkőzés 6–0-s állása. A kevésbábos döntetlen végjátékot néhány gyenge lépés után végül elvesztette.
11. játszma Lasker–Janowski 1–0 30 lépés
Királycsel klasszikus változat ECO C30
7–0-s vezetése birtokában Lasker megengedhette magának, hogy a Királycsel klasszikus változatát játssza egy olyan játékos ellen, aki nagy taktikus hírében áll. Ismét Lasker áldozott minőséget, majd védhetetlen matt elé állította a sötét királyt.